# Arctic Thunder
Arctic Thunder šesnaesti je studijski album norveškog metal-sastava Darkthrone. Diskografska kuća Peaceville Records objavila ga je 14. listopada 2016.

## Popis pjesama
| 1.    | »Tundra Leech«                 | Fenriz         | Fenriz         | 5:04 |
| 2.    | »Burial Bliss«                 | Nocturno Culto | Nocturno Culto | 4:59 |
| 3.    | »Boreal Fiends«                | Fenriz         | Fenriz         | 5:50 |
| 4.    | »Inbred Vermin«                | Nocturno Culto | Nocturno Culto | 5:49 |
| 5.    | »Arctic Thunder«               | Fenriz         | Fenriz         | 4:41 |
| 6.    | »Throw Me Through the Marshes« | Fenriz         | Nocturno Culto | 5:00 |
| 7.    | »Deep Lake Tresspass«          | Nocturno Culto | Nocturno Culto | 4:48 |
| 8.    | »The Wyoming Distance«         | Fenriz         | Fenriz         | 3:14 |
| 39:25 |                                |                |                |      |

## Recenzije
| Zbirne ocjene   | Zbirne ocjene |
| Izvor           | Ocjena        |
| --------------- | ------------- |
| Metacritic      | 76/100        |
| Recenzije       |               |
| Izvor           | Ocjena        |
| Exclaim!        | 7/10          |
| Metal Hammer    | [ 7 ]         |
| Metal Injection | 8/10          |
| Pitchfork       | 7,2/10        |

Arctic Thunder dobio je uglavnom pozitivne kritike. Addison Herron-Wheeler dala mu je sedam od deset bodova u recenziji za Exclaim! i napisala je: „Arctic Thunder iskren je, žestok i nemilosrdan album.” U recenziji za Pitchfork Zoe Camp dala mu je 7,2 boda od njih deset i izjavila je: „Nemojte povećanu [glazbenu] paletu pogrešno protumačiti kao manjak koncentracije. Darkthrone, kako je dosad i bio slučaj, skrivenu kaotičnost tih osam pjesama čvrsto drži na lancu te pažljivo i polako odlučuje kad će tremolirati te paklene rifove – kao da priprema listopadsko iznenađenje.” Osam od deset bodova dao mu je Jeremy Ulrey u recenziji za Metal Injection i zaključio je ovo: „Ne mogu još reći da Arctic Thunder nadmašuje postignuća The Underground Resistancea, ali svakako brže ulazi u uho: pjesme su kraće, ali ne zato što [članovima sastava] manjka ideja, nego jer se trude biti jezgroviti, a odluka da sve vokalne dionice ovaj put izvede Nocturno Culto – dakako, bez uvrede Fenrizu, koji uvijek neodoljivo privlači pozornost – Arctic Thunderu priskrbljuje dosljednost koja povezuje poigravanja s posve različitim žanrovima, zbog čega ostali nedavni albumi djeluju rascjepkano. Nijedna pjesma na ovome albumu nikoga neće natjerati da zaboravi Underground Resistance ili Circle the Wagons, ali ćete se cijelom albumu češće vraćati.”
Manje naklonjenu recenziju napisao je Olivier Badin, koji je uratku dao tri zvjezdice od njih pet u časopisu Metal Hammer i komentirao je: „[P]očetnu paljbu čine [pjesme] 'Tundra Leech' i 'Burial Bliss', koje podsjećaju na ozbiljne i borbene dane Total Deatha i Ravishing Grimnessa, a prisutna je i kavalkada tom-tomova s Goatlorda. Međutim, usred 'Burial Blissa' nastaje nered – [sastav iznenada počinje svirati] glazbene obrasce klasičnoga metala, što je tipičnije za njegove kasnije radove. To zvuči kao čudna mješavina dviju posve različitih pjesama, od kojih je svaku napisao jedan član dua – Nocturno Culto, koji i dalje nosi crnu zastavu, i Fenriz, koji je i dalje lud za osamdesetima. To dosta govori o albumu koji zvuči kao pat-pozicija, no premda pjesma kao 'Throw Me Through the Marshes' sadrži rif koji u karijeri skupine najviše podsjeća na Black Sabbath, a naslovna se pjesma može smatrati čistim hvalospjevom Judas Priestu s kraja sedamdesetih, te bi pjesme bilo bolje da umjesto [...] Cultova kreštanja sadrže Fenrizov ekscentrični glas. U svakom slučaju, ton Nocturnove gitare, grub i istodobno organski zvuk te hladne vibre bez ostatka potvrđuju da je Arctic Thunder čisti Darkthrone – no to je Darkthrone koji sjedi na križištu puteva i ne zna kamo poći.”

## Zasluge
| Darkthrone - Nocturno Culto – vokali, gitara, bas-gitara, inženjer zvuka, miksanje - Gylve Fenris "Kvass i Takom" Nagell – bubnjevi, bas-gitara, dodatna gitara, umjetnički direktor | Ostalo osoblje - Gaute – fotografija - Marte – fotografija - Jack – mastering - Matthew Vickerstaff – dizajn - Tomas Lindberg – logotip |